# Red Barrels
Red Barrels — независимая компания по разработке игр. Была основана в 2011 году бывшими сотрудниками крупных корпораций, известных по работе над Prince of Persia, Assassin’s Creed, Splinter Cell и другими играми. Студия располагается в Монреале, Канада. Над проектами работают сорок человек. Дебютная игра Red Barrels, Outlast, вышла в 2013 году. Дополнение к ней, Outlast: Whistleblower, вышло 6 мая 2014 года. Осенью 2014 года разработчики сообщили о начале работы над игрой Outlast 2. Её выход состоялся в 2017 году. В декабре 2019 года компания анонсировала новую игру The Outlast Trials. В мае 2023 состоялся релиз The Outlast Trials в раннем доступе.

## История
Филипп Морэн, Давид Шатонёф и Юго Даллэр изначально были наняты разработчиками видеоигр для Ubisoft Montreal в 1997—1998 годах, при этом Шатонёф работал над Tom Clancy's Splinter Cell, а Морэн и Даллэр разрабатывали Prince of Persia: The Sands of Time. Морэн покинул Ubisoft Montreal в 2009 году и работал в EA Montreal в 2010 году над оригинальной концепцией интеллектуальной собственности Даллэра, но в том же году проект был отменён. Не имея других вариантов, Морэн покинул студию в январе 2011 года, чтобы заняться созданием своей компании по производству survival horror игр — «Red Barrels». Шатонёф при этом оставался частью Ubisoft Montreal и участвовал в разработке дизайна уровней для первой игры Assassin's Creed.
Уйдя в отставку, Морэн встретил Шатонёфа и Даллэра. После того, как трио уволилось с работы, они решили основать собственную компанию. После технических трудностей с предыдущей заявкой на финансирование, группа получила средства в размере 300 000 канадских долларов от Канадского фонда журналистики в 2012—2013 годах и 1 миллион канадских долларов в 2013—2014 годах.
В октябре 2012 года компания анонсировала Outlast, выпущенную в сентябре 2013 года. В октябре следующего года Морэн объявил, что продолжение Outlast 2 находится в разработке, который был выпущен в апреле 2017 года. В июле того же года компания выпустила первый выпуск мини-сериала комиксов The Murkoff Account, состоявший из пяти комиксов подробно описывающих сюжетный разрыв между Outlast и Outlast 2. 4 декабря 2019 года компания анонсировала многопользовательскую игру The Outlast Trials и опубликовала тизер-изображение. 13 июня 2020 года был выпущен тизер-трейлер, анонсирующий выпуск игры в 2021 году. 25 августа 2021 года был выпущен второй трейлер, в котором объявлена новая ожидаемая дата выхода в 2022 году. 18 мая 2023 состоялся релиз The Outlast Trials в раннем доступе на Windows. 5 марта 2024 года The Outlast Trials вышла из раннего доступа.

## Игры компании
| Год  | Название               | Платформа                                                        |
| ---- | ---------------------- | ---------------------------------------------------------------- |
| 2013 | Outlast                | Windows, macOS, Linux, Xbox One, PlayStation 4, Nintendo Switch  |
| 2014 | Outlast: Whistleblower | Windows, macOS, Linux, Xbox One, PlayStation 4, Nintendo Switch  |
| 2017 | Outlast 2              | Windows, Xbox One, PlayStation 4, Nintendo Switch                |
| 2024 | The Outlast Trials     | Windows, Xbox One, Xbox Series X/S, PlayStation 4, PlayStation 5 |